# Кастро Вали
Кастро Вали (или Долината на Кастро, Кастровска долина, на английски: Castro Valley) е населено място в окръг Аламида, в района на залива на Сан Франциско, щата Калифорния, САЩ.
Има население от 57 292 души (2000) и обща площ от 38,2 кв. км (14,8 кв. мили). Това е родното място на Клиф Бъртън - басист на „Металика“.
В Кастро Вали се намира православният манастир „Свещен кръст“ (Holy Cross Monastery), в който се проповядва и на църковнославянски. Сред поповете има българин. В него ходят много българи за празниците, като например Великден. Манастирът се намира на шосе „Паломарес“ № 34580, Кастро Вали, Калифорния 94552-9622, тел. 1-510-581-2778, ел. поща: cybermonk@holycrossmonastery.org, уеб страница
(34580 Palomares Rd, Castro Valley, CA 94552-9622, cybermonk@holycrossmonastery.org
1-510-581-2778).
Разположен е в горист, планински район, наподобяващ много на България. Самият манастир е направен в типично български възрожденски стил, част от него изглежда като възрожденска къща от Копривщица.
1. ↑  data.census.gov //   Посетен на 1 януари 2022 г.